# 소령
소령(少領, 영어: major(육군, 공군, 해병대), lieutenant commander(해군, 해안경비대)) 또는 소좌(少佐)는 군대 계급 중 하나로, 대위의 위, 중령의 아래에 해당한다. 
대한민국 국군 소령의 계급장은 대나무꽃 한개이며 정년 연령은 만 50세이다. 
보통 참모보직이 주류를 이루며 지휘관 보직은 특전사 지역대장, 사단급 이상 사령부 본부대장, 사단 예하 대급 부대 지휘관, 대한민국 공군 전투비행대대의 편대장 등을 맡는다.
중령 진급이 무산된 경우 후배 중령과의 서열 문제로 인해 사단 이하로 내려오지 않고 군단 이상의 사령부 또는 직할부대에 배치되는 것이 일반적이다.
- 육군 : 사단 참모처 과장/담당장교, 여단 과장, 대대 작전과장, 부대대장, 지역대장, 대장(대급 지휘관) 등
- 해군 : 고속함 이하 함장. 편대장.
- 공군 : 정비실장급. 정비대장.
  - 조종 : 편대장 ㅡ>대대 작전참모

## 계급장
대한민국 국군 계급장

| 영관 (領官) |             | 육군 (포제 정장) | 육군 (포제 견장) | 육군 (금속제) | 해군 | 해병대 | 공군 |
| 영관 (領官) | 소령 (少領) |                  |                  |               |      |        |      |

## 각 국의 호칭
소령(少領)
- 대한민국 국군 : 소령(육, 해, 공군 동일)
- 조선인민군 : 소좌

- 미군
  - 육군, 해병대, 공군, 우주군 : Major
  - 해군, 해안경비대 : Lieutenant Commander

- 영국군
  - 육군, 해병대 : Major
  - 해군 : Lieutenant Commander
  - 공군 : Squadron Leader

- 일본 자위대
  - 육상자위대 : 3등 육좌(三等陸佐)→산토우 리쿠사
  - 해상자위대 : 3등 해좌(三等海佐)→산토우 카이사
  - 항공자위대 : 3등 공좌(三等空佐)→산토우 쿠우사

- 중국인민해방군 : 소교(少校)

- 독일 연방군
  - 육군, 공군 : 소령(Major)→메이저
  - 해군 : 소령(Korvettenkapitän)→코르벳텐 카피텐

## 대중매체
- 위대한 개츠비 - 제이 개츠비
- 배트맨 - 알프레드 페니워스
- 그레이 아나토미 - 오언 헌트